# فنسنت وايت
فنسنت وايت (بالإنجليزية: Vincent White)‏ (22 أكتوبر 1897 بوالسال في المملكة المتحدة - 27 أغسطس 1972 بساوثهامبتون في المملكة المتحدة) هو لاعب كرة قدم بريطاني (وحمل سابقاً جنسية المملكة المتحدة لبريطانيا العظمى وأيرلندا) في مركز نصف الجناح. لعب مع برمنغهام سيتي ونادي واتفورد وWednesbury Old Athletic F.C. ‏ وRedditch United F.C. ‏.